# تشارلز هولواي جيمس
تشارلز هولواي جيمس، (1893-1953)، مهندس معماري، متخصص في تصميم مشاريع المنازل والمساكن، وقام بتصميم أيضًا الأشغال العامة الكبيرة، لا سيما بالتعاون مع ستيفن رولاند بيرس. 